# Séisme de 2013 à Bouchehr
Le séisme de 2013 à Bouchehr, est un séisme d'une magnitude de 6,3 sur l'échelle de Richter qui a eu lieu le 9 avril 2013 dans la Province de Bouchehr en Iran près des villes de Khvormuj, de Kaki et de Shonbeh.

## Conséquences
Au lendemain du séisme, il y avait 37 morts et 850 blessés. Le croissant rouge iranien a envoyé cinq équipes afin de coordonner les efforts de sauvetage.
Selon un responsable d'Atomstroïexport, l'entreprise russe qui a construit la centrale nucléaire de Bouchehr, cette dernière située à moins de 100 km de la zone dévastée, n'aurait pas été affectée par le tremblement de terre, mais selon « des sources diplomatiques en marge d'une réunion de l'Agence internationale de l'énergie (AIEA) à Vienne », le séisme a affecté la structure de l'édifice, y laissant de larges fentes. L'Iran a signalé à l'AIEA que le réacteur était à l'arrêt (février et mai 2013) sans expliquer pourquoi, mais depuis son lancement, en septembre 2011, selon le journal Le Monde, « des problèmes techniques persistants ont conduit plusieurs fois Téhéran à l'arrêter pour de longues périodes ». Début juin, selon un ambassadeur de la République islamique (Mahmoud Reza Sadjadi), un problème technique "lié au fonctionnement des générateurs" est en cours de réparation avec des experts russes, sans lien selon lui avec le séisme d'avril 2013.
Des secousses ont par ailleurs été ressenties aux Émirats arabes unis, plusieurs bâtiments et gratte-ciels furent évacués à Manama au Bahreïn et à Dubaï,.